# Wizz Air Ukraine
Wizz Air Ukraine (укр. Товариство з обмеженою відповідальністю «Авіалінії Візз Ейр Україна») — бывшее украинское подразделение венгерского лоукостера Wizz Air. Базировалась в киевском аэропорту Жуляны, выполняла бюджетные авиаперевозки как внутри Украины, так и в другие страны Европы из украинских городов.
В марте 2015 года Wizz Air объявила о прекращении деятельности Wizz Air Ukraine с 20 апреля 2015 года.
В 2020 году материнская компания сообщила, что пока не планирует возобновлять работу компании Wizz Air Ukraine, но планирует самостоятельно выполнять международные рейсы из аэропорта Львова.

## История
В марте 2008 года венгерская бюджетная авиакомпания Wizz Air объявила о намерении создать на Украине свою дочернюю авиакомпанию в целях расширения своей маршрутной программы и выполнения рейсов с Украины, на что компания официального разрешения от украинских властей ранее не имела. Между тем набор пилотов и остального персонала в новою авиакомпанию активно шёл.
В июле того же года авиакомпания получила сертификат эксплуатанта, а во флот компании поступил первый Airbus A320. 11 июля Wizz Air Ukraine совершила свой первый рейс из киевского аэропорта Борисполь в Симферополь.
В 2011 году авиакомпания перебазировалась из аэропорта Борисполь в другой киевский аэропорт — Жуляны.

## Маршрутная сеть
Из своего базового аэропорта в Киеве, а также других украинских городов, таких как Львов, Wizz Air Ukraine выполняла рейсы внутри Украины, а также в страны Европы, преимущественно в Германию.

## Воздушный флот

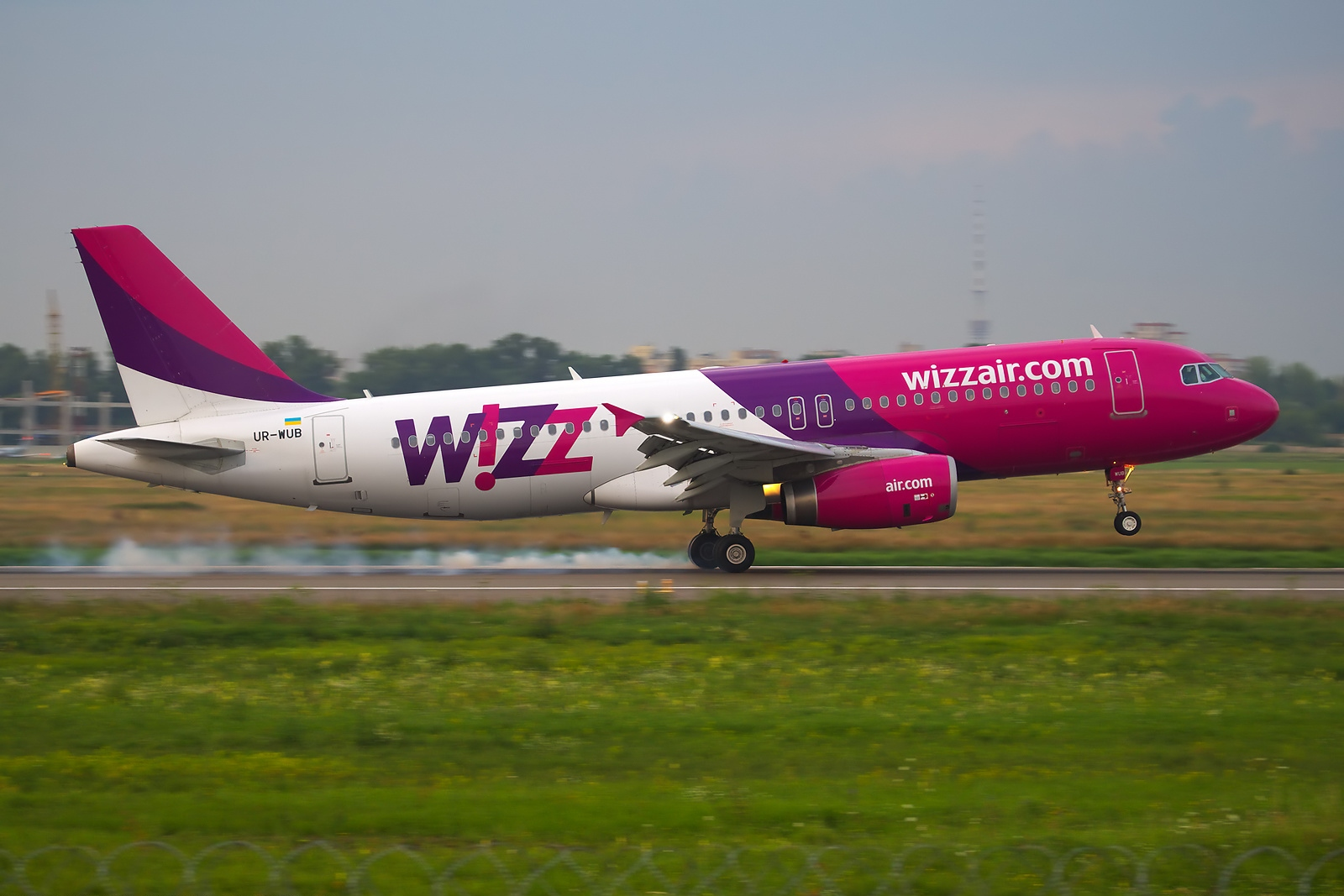
Airbus A320 Wizz Air Ukraine в аэропорту Жуляны

По состоянию на май 2014 года флот авиакомпании состоял из двух самолётов в одноклассной компоновке экономического класса: